# Weichai Power
Weichai Power Co., Ltd. er en kinesisk producent af dieselmotorer med hovedkvarter i Weifang, Shandong. De fremstiller også gaffeltrucks og motordele til ikke-diesel biler.
Weichai Power blev etableret 23. december 2002.